# Josep Martí (abat)
Josep Martí (Barcelona, 19 de setembre de 1732 - Bellpuig de les Avellanes, 3 d'agost de 1806) fou un frare premonstratenc que fou abat del reial monestir de Bellpuig de les Avellanes en dues ocasions (1795 i 1804), tot i que és recordat per la seva contribució en l'estudi de la història que junt a Caresmar i Pasqual, companys coetanis d'aquesta abadia.
Els seus pares l'aplicaren des de nen a l'estudi, i començà la seva carrera literària al seminari tridentí de la seva ciutat natal des de la gramàtica, filosofia, teologia escolàstica i moral, havent sobresortit per la seva aplicació i talent excel·lent entre els altres condeixebles, pel que el bisbe de Barcelona el destinà a l'hospital a fer les converses doctrinals. L'1 de novembre de 1754, als 22 anys, conclosa la carrera dels seus estudis, vestí l'hàbit blanc de Sant Norbert al reial monestir de Bellpuig de les Avellanes on Jaume Caresmar era llavors abat, on l'any següent aquest el professà membre d'aquesta comunitat. Era tan parc en el menjar, que amb prou feines prenia el necessari per sustentar la vida. A la seva extremada abstinència seguia la vigília gairebé contínua, ja que era molt poc el que dormia.
Quan el capítol el nomenà abat va tenir tan gran pena i sentiment que se'l va veure plorar com un nen davant de tots. Era a més exactíssim en el compliment de les seves obligacions, en l'assistència al cor, i altres actes de comunitat, sense pretendre dispenses ni exempcions per la seva feble i poca salut, i menys per la seva vellesa, dignitat o ofici.
En la seva joventut es va dedicar amb prou aplicació al confessionari i a la predicació de la divina paraula, ajudant en un i altre ministeri als capellans rectors dels llocs veïns. Tenia tanta facilitat en compondre que treballava molts sermons per a altres.
Van conèixer molt de temps després els superiors les disposicions d'aquest jove per a l'estudi, i així van tenir cura en no distreure'l amb oficis compromesos, i en deixar oci prou que pogués explanar el seu talent: redactant diverses obres, encara que per la seva humilitat i encongiment natural era gairebé desconegut, com ho manifesta ell mateix a un seu amic, que amb motiu d'haver-li enviat unes dècimes del canonge Dorca de Girona en elogi del triumvirat literari de les Avellanes, Caresmar, Pasqual, i
Martí. Dotat d'una capacitat de comprensió clara, perspicaç, i molt fecund en idees, i al mateix temps dotat d'una meravellosa oratòria. No obstant això va tenir aquest tresor amagat molts anys, de manera que era generalment tingut per taciturn, però finalment va trencar el seu llarg silenci, i llavors donava opinió sobre qualsevol assumpte.
Una altra de les ocupacions de Martí especialment durant l'estiu era treballar algunes dissertació sobre diversos punts, segons li semblava. Quan anys enrere ordenà en aquest monestir l'arxiu de la col·legiata de Sant Pere d'Àger a sol·licitud d'aquell arxipreste, i d'ordre del suprem consell de Castella sota la direcció del Caresmar llavors abat, el Pare Martí fou un altre dels individus que van tenir part en aquesta obra ajudant a Caresmar. El Pare Martí començà a aficionar-se a la història, a la que es va ocupar després constantment fins a la fi de la seva vida. Un amic seu, canonge de Santa Anna de Barcelona, va fer que se li encarregués l'arranjament de l'arxiu d'aquesta col·legiata. Aprofitant aquesta conjuntura, anava recollint notícies i materials per a la història d'aquella
Església que volia escriure. Gairebé pel mateix temps va ordenar també l'arxiu del paborde de Mur que ho era llavors D. Ramon Gosé canonge de Manresa, tanta era la seva aplicació a la feina, que no es va limitar aquest en el material de l'arranjament d'aquest arxiu, sinó que anava traient d'entre els pergamins les notícies més interessants que trobava per després teixir amb elles la història d'aquella església i de tota la pabordia.
Pels volts de 1795, esdevingué abat d'aquest Reial monestir de la que va prendre possessió el 18 de novembre. El capítol el tornà a elegir per segon cop el 1804, de la qual prengué possessió el 21 de novembre. En 1804, amb motiu de vacar la cadira abacial, va nomenar president el mateix capítol.

## Obres
Deixà diverses obres inèdites, entre elles:
- «Estado de la vida canónica de las Iglesias así Catedrales como Colegiatas de Cataluña, de su institución y decadencia, y principalmente de los canónigos reglares de S. Agustín, y su secularización» (3 toms en foli, incloent el corresponent a l'apèndix). Aquesta obra està dividida en tres llibres, i aquests en capítols. El primer llibre tracta de la introducció de la vida canònica a cadascuna de les Esglésies catedrals abans de la invasió dels moros, de la seva restauració després de l'expulsió d'aquests, i finalment de la seva secularització. En el 2n, parla de les Esglésies col·legiates o monasterials en general, per quina regla monàstica es van governar, del vestit dels canonges reglares, de la germanor que hi havia entre les esglésies, de les hospitalitats causes de la relaxació, etc. En el 3r forma un estat de cadascuna de les esglésies dels canonges regulars en particular, amb la sèrie dels seus prelats.
- «Memorias sacadas de documentos del Archivo de Sta. Ana de Barcelona, y ordenadas por el R. D. José Martí canónigo reglar del real monasterio de las Avellanas en el año de 1788». (un tom en foli, amb un apèndix en un altre tom en foli).
- «Extracto del archivo de Mur, o Memorias para su historia sacadas de dicho archivo, y recopiladas por el R. D. José Martí canónigo reglar del real monasterio de las Avellanas año 1787» (un tom en foli). Aquest volum és un conjunt de materials ordenats sobre la història d'aquella església. Comença per la seva fundació, i prova amb documents justificatius. Segueix un estat d'aquesta, tracta després dels seus dependents, i per l'enllaç que té aquesta història amb la dels comtes del Pallars, barons i senyors de Mur s'insereix també una breu història d'aquests: segueix després la sèrie dels pabordes amb una exacta notícia de cadascun.
- «Biblioteca scriptorum Cataloniae» (un quadern en foli). Conté alguns apunts trets especialment de D. Nicolás Antonio, encara que menys que el manuscrit de Caresmar.
- «Diccionari de termes bárbaros o antiquats de la llengua catalana» (un tom en foli). Aquesta obra va quedar en esborrany, però sembla que l'autor es disposava a copiar després, ja que va deixar els quaderns ja ordenats, i en alguns havia començat a escriure. El mètode que s'observa és posar el mot català antic, després explicar-li en el mateix idioma, i en comprovació del que diu copiar el mateix passatge de la font d'on va treure.
- «Sermones panegíricos y morales» (un tom). És un recull dels que ell mateix havia predicat.
- «Opusculos» - 1r. «Prólogo a unas constituciones sinodales antiguas del arciprestazgo de Ager en lengua vulgar sacadas del archivo de aquella Iglesia». Aquest pròleg és més aviat un discurs sobre l'estil de la teologia moral. 2n. «Discurso sobre los errores de Félix obispo de Urgel». 3r. «Observaciones sobre varios alertos del ex jesuita Masdeu en su obra historia crítica de España» 4t - «De morte naturali B. V. María, ejusque corporali ad caelos assumptione argumentum». 5è. «Entretenimientos de Verano». Aquest paper és un diàleg espiritual entre mestre i deixeble sobre la mortificació exterior, o més aviat sobre l'ús de la disciplina, i amb aquesta ocasió s'observa la diferència que hi havia entre els deixebles de Sant Vicent Ferrer, i els heretges anomenats flagel·lants. 6è «Carta erudita sobre un monumento antiguo que se halla en el convento de monjas capuchinas de Gerona; y nuevas reflexiones sobre los reparos que puso a su carta el Sr. canónigo Dorca» 7è. «Reflexiones a una carta del vicario de Guils sufragáneo de Puigcerdá, en la que da noticia del hallazgo de un monumento de la consagración de aquella Iglesia». 8è. «Observaciones sobre otro monumento antiguo, y es un vaso de plata que se halló en el cimiento de la iglesia de Nuestra Señora de Aguilar término de Or». 9è. «de lo contenido en los instrumentos del archivo de Sta. Ana de Barcelona por orden alfabético». 10è «Tabla de los instrumentos comprendidos en la colección sacada del archivo de la Iglesia colegiata de Mur». 11è. «Observaciones sobre dos instrumentos del archivo del monasterio de Ripoll». 12è «Juicio del conde Armengol de Urgel en el pleito que vertía entre el abad de Ripoll, y algunos particulares de la villa de Pons, o sea ilustración de dicho instrumento»

A la fi de la seva vida, treballava en una titulada l'«Apología de los templarios de Cataluña, para vindicarlos de los crímenes de que era acusado aquel cuerpo religioso» obra que deixà incompleta.